# Leacht cuimhne

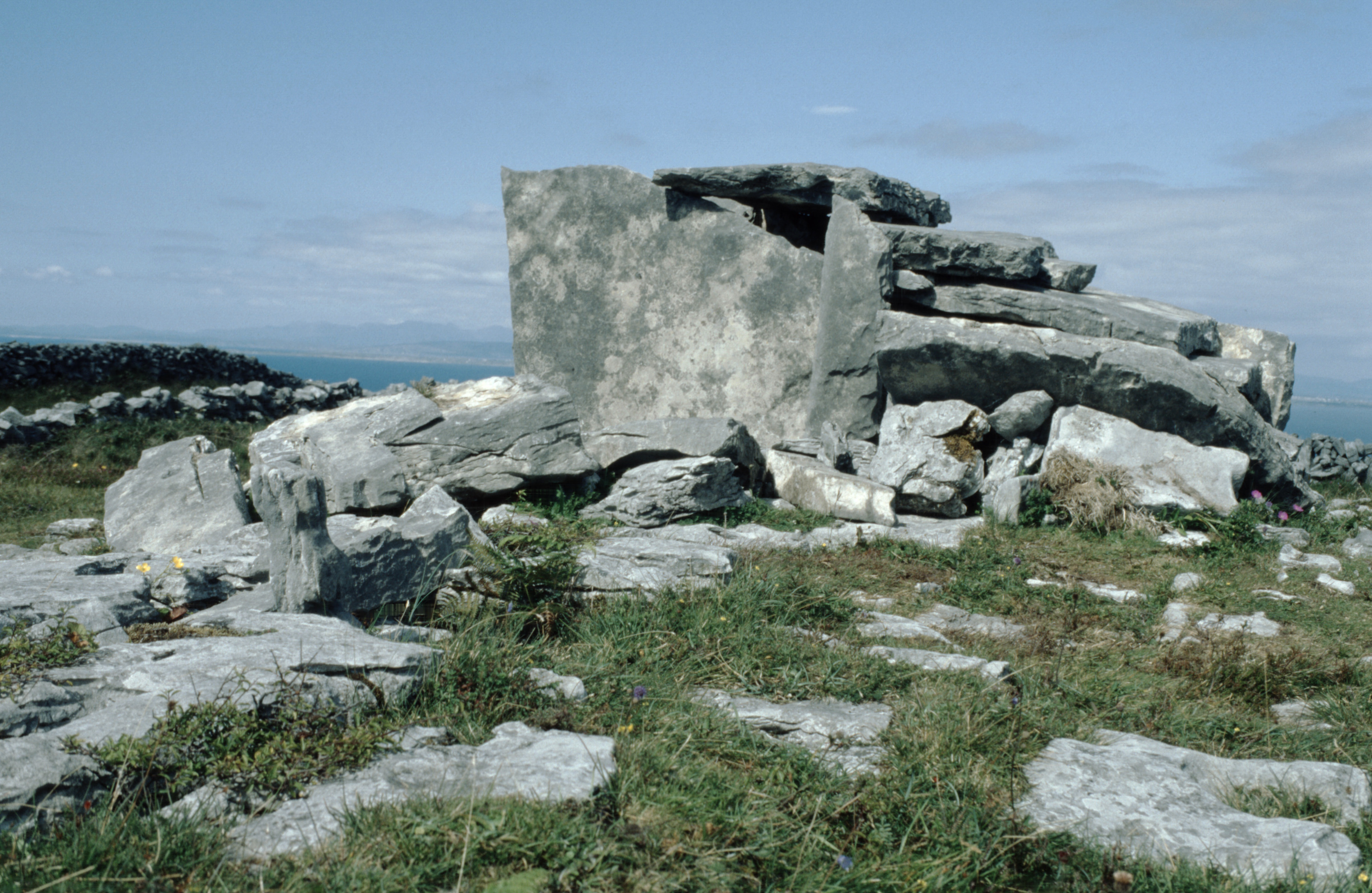
Leachtanna cuimhne bei Dún Eochla auf Inishmore

Leacht cuimhne (plur. Leachtanna cuimhne, deutsch „Erinnerungsgrab“) sind ein Typ von Scheingräbern, der beinahe nur auf Inishmore, der größten der drei Aran-Inseln, bzw. im östlichen Teil des County Galway und in wenigen Exemplaren an der Südgrenze des County Mayo, sowie im Norden des County Clare in Irland verbreitet ist. 

## Beschreibung
Die in Westgalway 31 erhaltenen Exemplare (davon 20 in Killeany auf Inishmore) bestehen aus hohen, rechteckigen oder quadratischen Steinquadern, manchmal gemauert, aber öfter aus Trockenmauerwerk aufgeschichtet, die häufig durch einfache Kreuze überragt werden. Auf einer oder mehreren Seiten befinden sich Steinplatten, auf denen Angaben zu Name und Todesdatum des Verstorbenen eingraviert sind. Wo viele Tafeln existieren, gibt eine die Person an, die das Ehrengrab errichtete. Alle Inschriften sind auf Englisch.

## Zeitstellung
Leachtanna cuimhne wurden von der zweiten Hälfte des 17. bis zum letzten Viertel des 19. Jahrhunderts errichtet. Ihre Ursprünge und die Gründe für ihre lokale Beliebtheit sind unklar. Zwei Phasen sind jedoch erkennbar: 
- a) vom späten 17. bis die Mitte des 18. Jahrhunderts: Aus dieser Zeit stammen die meisten Beispiele aus Ostgalway und drei von Inishmore.
- b) von Anfang bis zum dritten Viertel des 19. Jahrhunderts. Zu dieser Gruppe gehört der Rest der Beispiele auf Inishmore.

Die Phasen kennzeichnet eine starke soziale Unterscheidung. Die frühere Gruppe, wurde durch den ländlichen Adel aufgestellt, während diejenigen auf Inishmore von Pächtern errichtet wurden. Beide Gruppen errichteten die Leachtanna cuimhne an Straßen, was darauf hinweist, dass sie der Tradition der viel älteren Steinhügel verbunden sind. Die jüngsten sind einfache Erinnerungssteine an den Haltepunkten der Leichenzüge. Interessanterweise gedenken die frühsten Leachtanna auf der Insel Inishmore den Mitgliedern der Familie Fitzpatrick und stehen abseits der Straßen, in der Nähe einer steilen Klippe. Der Rest, der zwischen 1811 und 1876 datiert, ist in Gruppen entlang der Hauptstraße der Insel, zwischen Eoghanacht im Westen und Cill Binne im Osten angeordnet. Während die meisten in einem angemessenen Zustand sind, sind einige in schlechtem Zustand und zwei scheinen seit Haddon und Browne die erste Liste dieser Denkmäler (1893) erstellten, verschwunden zu sein.